# Kapellenbildstock Oberklien

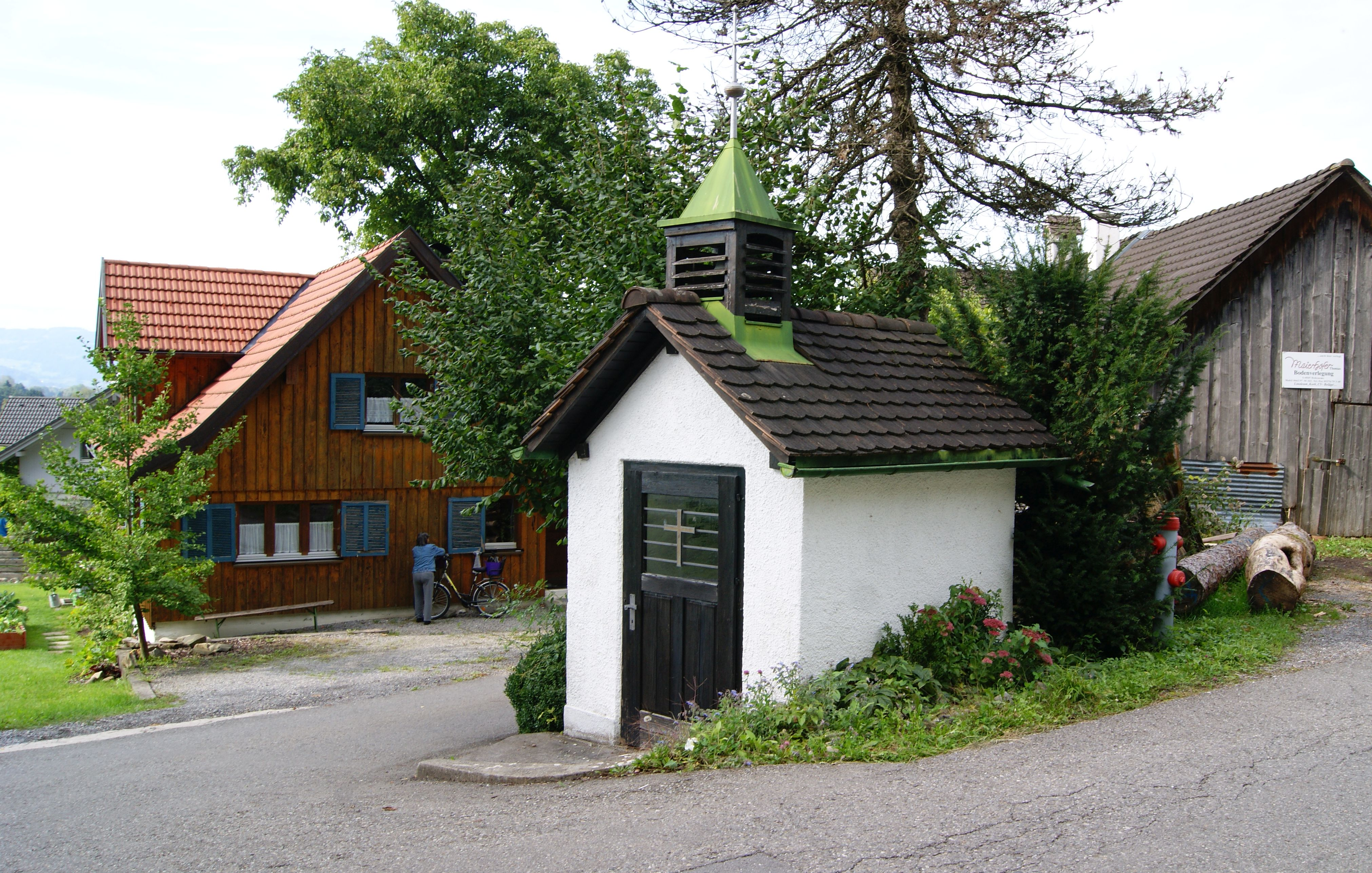
Kapellenbildstock am Beginn vom Barbaraweg

Dieser römisch-katholische Kapellenbildstock Oberklien (auch „Oberkliener Bildstock“) steht im Ortsteil Oberklien der Gemeinde Hohenems im Bezirk Dornbirn in Vorarlberg. Er gehört zur Pfarre St. Karl in Hohenems und damit zum Dekanat Dornbirn der Diözese Feldkirch. Der Kapellenbildstock ist der heiligen Barbara von Nikomedien, der Patronin der Bergleute geweiht. Das Patrozinium ist daher am 4. Dezember.

## Lage
Der Kapellenbau (426 m ü. A.) steht im Ortsteil Oberklien in Hohenems in der Parzelle „Augenquell“ und trägt keine Hausnummer. Der Kapellenbildstock steht in der Mitte des Ortsteils Oberklien, rechts führt die Oberklienstraße vorbei, links der Barbaraweg. Das Bauwerk ist vom Ortszentrum von Hohenems etwa zwei Kilometer Luftlinie entfernt.

## Geschichte

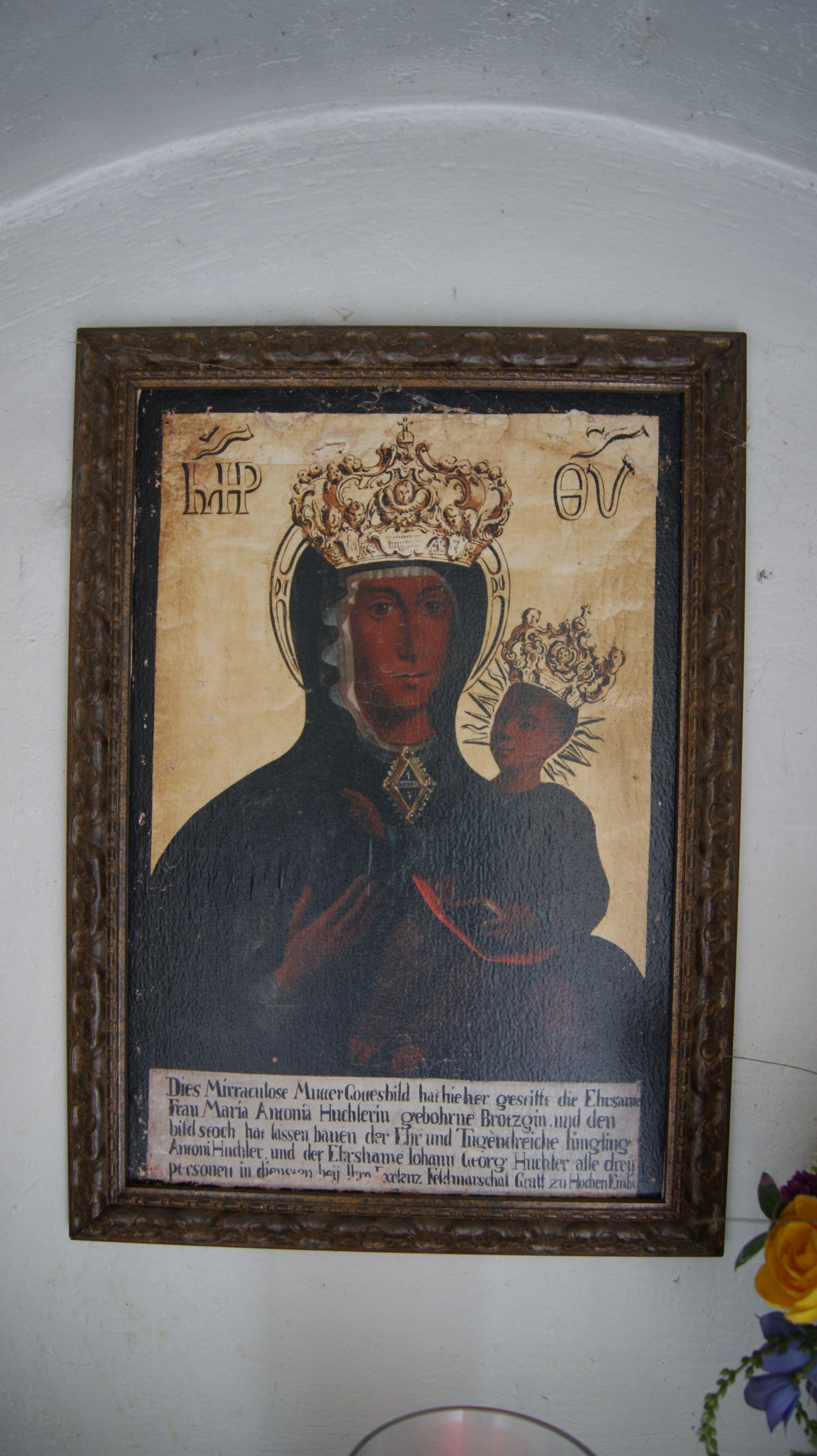
Altarbild

Es bestand hier bereits seit etwa 1750 ein Bildstock. Der Bildstock soll auf ein Versprechen des Johann Georg Huchler zurückgehen, der gelobte eine Kapelle errichten zu wollen, wenn er den Kriegsdienst gut überstehe. 1740 sei Johann Georg Huchler dann zurückgekehrt, erhielt von privater Seite ein Grundstück zur Verfügung gestellt und baute um 1750 den Kapellenbildstock mit einem noch heute darin befindlichen Marienbild (in Kopie).
Im Kapellenbildstock wurde nach einem Felssturz 1971 eine Inschrift angebracht. Der Kapellenbildstock wurde 1975 renoviert.

## Kapellenbau
Der eingeschoßige Kapellenbildstock ist ein nach allen Seiten freistehender sehr einfacher Steinbau mit etwa 3 m Giebelhöhe (Gesamthöhe mit Glockendachreiter etwa 4,5 m). Der Kapellenbildstock nimmt eine Fläche von rund 3,5 m² ein. Es handelt sich um einen Bau mit rechteckiger Grundform und Südwest/Nordost-Ausrichtung. Der Kapellenbau unterscheidet sich von einem gewöhnlichen Bildstock dadurch, dass es begehbar ist und eine relevante räumliche Tiefe aufweist sowie mehrere Motive verschiedener Heiliger.
Die schlichte Türe und der viereckige, gedrungene Glockendachreiter auf dem Satteldach mit vier Schallöffnungen befindet sich südwestlich. Das Satteldach ist mit Biberschwanzdachziegeln gedeckt und der Glockendachreiter mit grün lackiertem Blech eingeschlagen. Der Bau selbst ist weitgehend weiß verputzt.
Der Betraum und Altarraum sind voneinander nicht abgegrenzt und hat ein unechtes Tonnengewölbe. Im Betraum hat nur eine Person Platz.

## Ausstattung

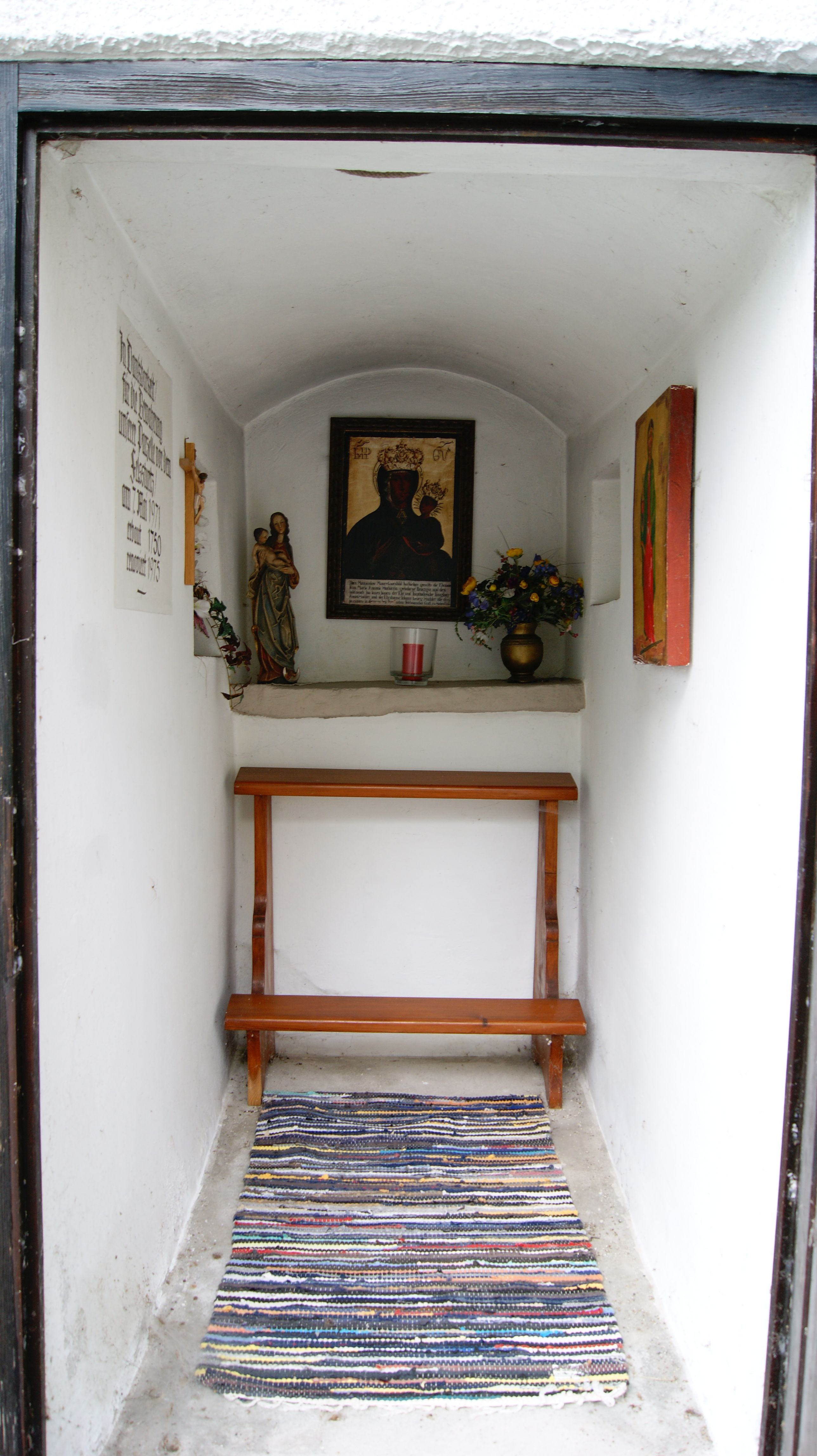
Betraum und Altar

Die Einrichtung ist schlicht gehalten mit einem Gemälde der mirakulösen Muttergottes als Altarbild in einem geschnitzten, lackierten Holzrahmen. Die Inschrift auf dem Bild: „Dies Mirraculose MutterGottesbild hat hieher gestifft die Ehrsame Frau Maria Antonia Huchlerin gebohrne Brotzgin und den bildstock hat lassen bauen der Ehr und Tugendreiche Iüngling Antoni Huchler und der Ehrshame Iohann Georg Huchler alle drey personen in diensten beij Ihre Excelenz Feldmarschal Gratt zu HohenEmbs“. Neben dem Altarbild steht links eine Statue (vermutlich Maria mit Kind).
Auf der linken Wandseite befindet sich eine Inschrift mit den Daten zur Erbauungszeit und Renovierung sowie ein kleines Kruzifix. An der rechten Wandseite ein rahmenloses Bild, welches die hl. Barbara mit den Attributen: Schwert (zu den Füßen) und Kelch (in den Händen) sowie im Hintergrund der Turm, zeigt.
Die einzige Betbank ist aus lackiertem Tannenholz und nicht mit Schnitzereien verziert.
Im Glockendachreiter befindet sich eine Glocke, die zu besonderen Anlässen geläutet wird, jedenfalls, wenn ein Bewohner des Ortsteils Oberklien stirbt.

## Pilgerweg
Von Feldkirch herunter über Hohenems – Oberklien – Unterklien – Wallenmahd – Haslach – Mühlebach führt ein 35 km langer Pilgerweg Weg der Menschlichkeit nach Dornbirn zur Stadtpfarrkirche St. Martin.